# Kunst Genegen
Kunst Genegen of Kunstgenegen (de schrijfwijze in één woord was de meest gebruikelijke) was een kunstenaarsvereniging in Brugge uit de late 19de eeuw.

## Geschiedenis
De vereniging werd op 11 maart 1894 gesticht door Edmond Van Hove, kunstschilder en leraar aan de Kunstacademie in Brugge en door Gabriël Thomas, kunstschilder die er de permanente voorzitter van werd. Ze rekruteerde haar leden onder de docenten, leerlingen en oud-leerlingen van de Brugse academie. Het doel was het inrichten van tentoonstellingen met eigen werk, het organiseren van lezingen en het gezellig samenzijn met ruimte voor discussie. De zetel bevond zich in een eigen vergaderzaaltje binnen de oude herberg Vlissinghe.
Leden waren onder meer Edmond Van Hove, Arthur Haeghebaert, Alfons Alloo, Gabriel Thomas, Jules Fonteyne (die diverse tekeningen maakte voor het drukwerk van de vereniging), Emile Bulcke en Victor De Loose.
Hun jaarlijkse tentoonstellingen vonden plaats in de orgelzaal in Brugge. Hun expositie van 1899 was al hun zesde groepstentoonstelling.
De vereniging overleefde de Eerste Wereldoorlog niet.
Ook nog in 1894 werd in Brugge een andere kunstkring gesticht: Chat Noir of De Zwarte Kat, die meer literair en muzikaal georiënteerd was.